# HD51106
HD51106 — хімічно пекулярна зоря спектрального класу A2, що має видиму зоряну величину в смузі V приблизно  7,4.
Вона  розташована на відстані близько 634,5 світлових років від Сонця.